# JR九州ファーストフーズ
JR九州ファーストフーズ株式会社（ジェイアールきゅうしゅうファーストフーズ）は、九州旅客鉄道（JR九州）の子会社。主にJR九州グループの施設内でのファーストフードブランドのフランチャイズ経営を行う。また、シナボンやシアトルズベストコーヒーの日本法人を兼ねる。

## 概要
JR九州自社施設を中心にファーストフードのフランチャイズ運営を行っている。全国で10事業178店舗を運営しており、それぞれのフランチャイジー事業ごとに事業課が設定されている。フランチャイズ提携等は下記参照。また、同社のフランチャイズ部門共通のアプリ開発（博多地区限定）も行っている。
また、JR九州で初の女性社長が任命されている。

## フランチャイズ事業
※2021年9月24日現在　
- シアトルズベストコーヒー事業課：74店舗[4]
  - 九州事業課
  - 関西事業課
  - 関東事業課
- 第1営業部
  - ミスタードーナツ事業課：26店舗
  - モスバーガー事業課：7店舗
  - サブウェイ事業課：12店舗
  - かつや事業課：1店舗
- 第2営業部
  - ケンタッキー・フライド・チキン事業課：46店舗
  - オリジナル・パンケーキ・ハウス事業課：7店舗
  - スターバックスコーヒー事業課：8店舗
  - 騒豆花事業課：
  - ピザハット事業課：1店舗